# 鈴木麻衣花
鈴木 麻衣花（すずき まいか、1975年4月22日 - ）は日本の女優。
大阪府出身、所属事務所はTOM company。血液型はA型。本名及び旧芸名は「鈴木舞花」であったが、2007年9月より、現在の芸名の「鈴木麻衣花」に改名した。

## 出演

### テレビドラマ
- 愛のことば（2001年、フジテレビ） - レギュラー
- 金曜エンタテイメント（フジテレビ）
  - 「女マネージャー金子かおる 哀しみの事件簿1」（2002年）
  - 特別企画「ずっと逢いたかった。」（2005年）
- 土曜ワイド劇場（テレビ朝日）
  - 「おばはん刑事!流石姫子7」（2002年）
  - 「女変装捜査官2」（2005年）
  - 「おかしな刑事6」（2009年）
- 愛の劇場（TBS）
  - 「銀座まんまんなか!」（2003年）
  - 「三代目のヨメ!」（2008年）
- ドラマ30
  - 「ことぶきウォーズ」（2004年、中部日本放送）
  - 「銭湯の娘!?」（2006年1月 - 3月、毎日放送） - 小原美鈴 役
- 火消し屋小町（2004年、NHK）
- 不機嫌なジーン（2005年、CX）
- 愛と友情のブギウギ（2005年、NHK）
- 世にも奇妙な物語 秋の特別編 (2006年)「拡大コピー」（2006年、フジテレビ）
- 死ぬかと思った（2007年、日本テレビ）
- 金曜ナイトドラマ（テレビ朝日）
  - 「スシ王子!」（2007年）
  - 「サラリーマン金太郎2」（2010年）
  - 「匿名探偵」（2014年、テレビ朝日）
- 月曜ゴールデン（TBS）
  - 「警視庁三係・吉敷竹史シリーズ3 -北の夕鶴 2/3の殺人-」（2007年）
  - 「駅弁刑事・神保徳之助4」（2009年）
  - 「新・示談交渉人 裏ファイル」（2009年）
  - 「ヤメ刑探偵 加賀美塔子」（2011年）
  - 「伝説の監察医 オニグマの事件簿2」（2013年）
- 風のガーデン（2008年、フジテレビ）
- 相棒 season7 第1話・第2話（2008年、テレビ朝日）
- ゴッドハンド輝（2009年、TBS）
- 新・警視庁捜査一課9係（2009年、テレビ朝日）
- 土曜ドラマ「チャレンジド」（2009年、NHK）
- 東野圭吾ドラマスペシャル「探偵倶楽部」（2009年、フジテレビ）
- 金曜プレステージ「外科医 鳩村周五郎 〜血塗られた挑戦状・最終章〜」（2010年、フジテレビ）
- ドラマ24「トラブルマン」（2010年、テレビ東京）
- スペシャルドラマ「余命3ヵ月を、生きる」（2011年、フジテレビ）
- 日曜ナイトプレミア「俺の空 刑事編」（2011年、テレビ朝日）
- O-PARTS〜オーパーツ〜（2012年、フジテレビ）
- 水曜ミステリー9「沖縄リゾート コンシェルジュ具志堅陽子の名推理 歪な密室」（2012年、テレビ東京）
- 連続ドラマW（WOWOW）
  - 「天の方舟」（2012年）
  - 「配達されたい私たち」（2013年）
  - 「煙霞」（2015年）
- 三匹のおっさん（テレビ東京） - 立花理恵子 役
  - 三匹のおっさん〜正義の味方、見参!!〜（2014年）
  - 三匹のおっさん2〜正義の味方、ふたたび!!〜（2015年）
  - 三匹のおっさん3〜正義の味方、みたび!!〜（2017年）
  - 三匹のおっさん スペシャル〜正義の味方、史上最大、最後の戦い！…かも？〜（新春ドラマ特別企画）（2018年1月2日）
- ドラマスペシャル「ママが生きた証」（2014年、テレビ朝日）
- 泣きめし今日子（2015年、TOKYO MX）
- ドラマ特別企画「ハッピー・リタイアメント」（2015年、テレビ朝日）
- 連続テレビ小説（NHK）
  - 「あさが来た」（2015年） - 看護師 役
  - 「とと姉ちゃん」（2015年）
- 警視庁・捜査一課長 第5話（2016年、テレビ朝日）
- はじめまして、愛しています。（2016年、テレビ朝日）
- ドラマスペシャル「狙撃 地下捜査官」（2016年、テレビ朝日）
- コールドケース3 ～真実の扉～ 第6話（2021年1月16日、WOWOW） - 岡田理香 役
- めぐる未来 第8話（2024年3月7日、読売テレビ） - 鈴村恵子 役

### 映画
- 2番目の彼女（2004年）
- VOICES（2005年）
- 銀幕版 スシ王子!〜ニューヨークへ行く〜（2007年）
- おにいちゃんのハナビ（2009年）
- 黄金を抱いて翔べ（2012年）
- タバコイ〜タバコで始まる恋物語（2012年）
- ハッピーランディング（2015年）
- ぶきっちょ（2017年、アイオイチャンネルショートムービー ）2017年公開予定

### 舞台
- 新・橘さん家の卓袱台（2003年）
- 壬生で見た月〜新選組誠剣伝〜（2005年）
- 星は見ていた〜新選組誠剣伝〜（2005年）
- 僕は雨の中にいた（2006年）
- 恋が散る雪が舞う（2006年）
- 夢でアエタラ 〜ラスト〜（2006年）
- 霧薔薇（2006年）
- RAINBOW KIDS（2007年）
- それを言っちゃあお終いよ Vol.7（2007年）
- とけながら降ちてきた雪（2008年）
- キスしてほしい。（2008年）
- 仏の顔も2度3度（2008年）
- アロマ（2008年）
- セブンガールズ エピソードⅠ&Ⅱ（2009年）
- 兎の角の夜想曲（2010年）
- 女優マリア（2011年）
- あとの祭り（2014年）
- VS ヴァーサス（2008年）
- CHANGE（2014年）
- 巣（2015年）
- 山岡家の秘密（2015年）

### CM
- 四電エナジーサービス（2016年、出会い篇、歌うでんのすけ篇）
- シーバ とろーりメルティ（2016年、ウェブムービー「ネコの目線」「父の目線」）
- 三幸製菓（2016年、かりかりツイストキャラメル）
- 花王 マイカジ（2018年、きれい物語りムービー）

### テレビ番組
- きらめきいっぱいさいたま市（2007年4月 - 2008年3月）